# 長坂インターチェンジ (山梨県)

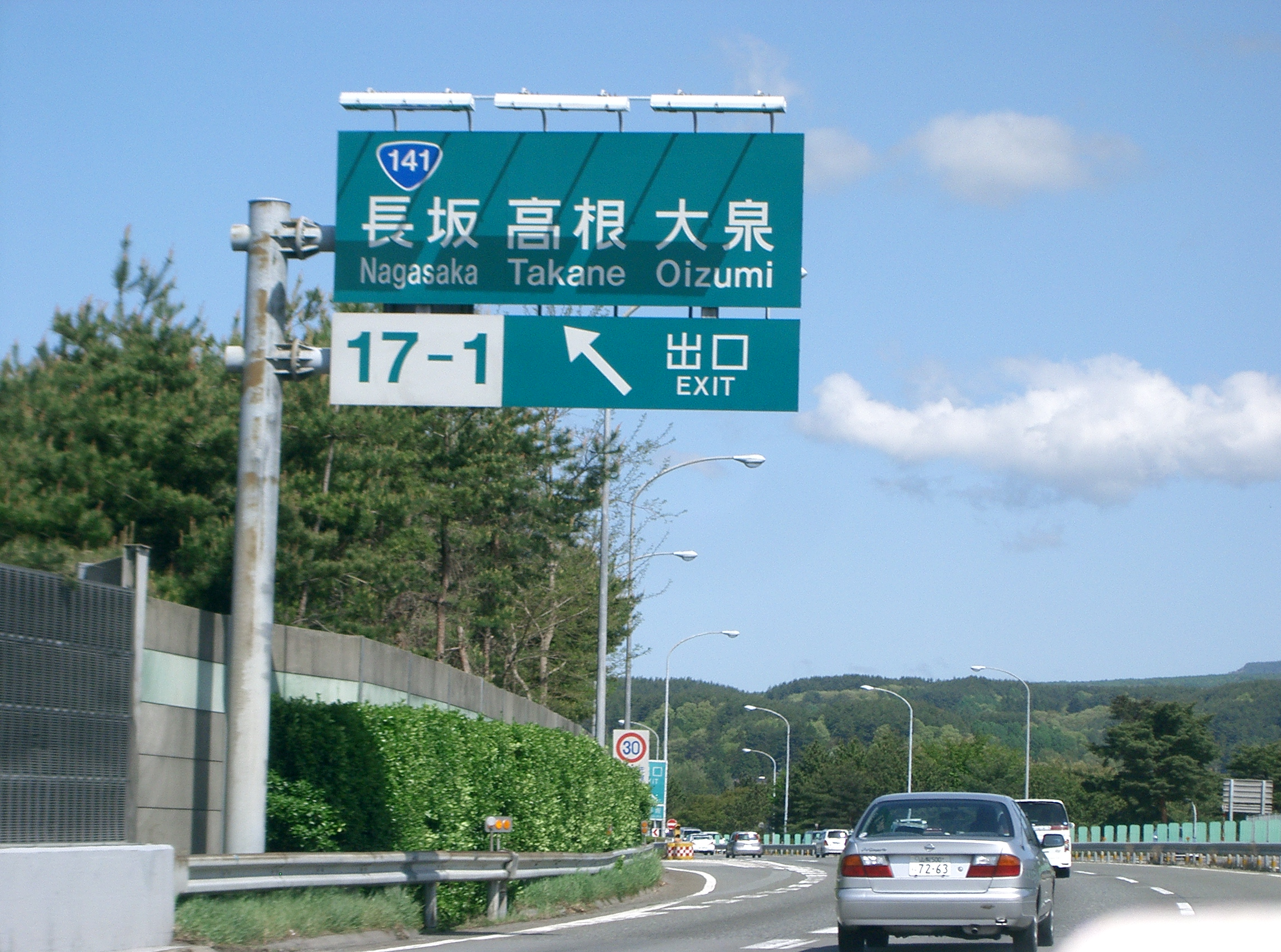
中央道下り長坂IC

長坂インターチェンジ（ながさかインターチェンジ）は、山梨県北杜市にある中央自動車道のインターチェンジ。1976年（昭和51年）12月19日の中央道開通時には存在せず、地元自治体からの請願によって設置が決まり、1986年（昭和61年）9月27日に開通した。このため、インターチェンジ番号も17-1と枝番が付く。
須玉ICに接続する国道141号を中央道に短絡する機能を持つ。清里を含む北杜市北西部、長野県南佐久郡南牧村・川上村の最寄りインターチェンジである。

## 道路
- E20 E52中央自動車道（17-1番）

## 接続する路線
- 山梨県道32号長坂高根線（直結）
- 国道141号
- 国道20号
- 山梨県道28号北杜八ヶ岳公園線

## 歴史
- 1986年（昭和61年）9月27日 : 開設。

## 料金所
- ブース数：4

### 入口
- ブース数：2
  - ETC専用：1
  - 一般：1

### 出口
- ブース数：2
  - ETC専用：1
  - 一般：1

## 周辺
- 清里をはじめとした八ヶ岳周辺へのアクセスに利用されるインターチェンジの一つである。両隣の須玉IC、小淵沢ICからも利用できるが、曲線が少ないため、この中で一番利用しやすい。
- 長坂駅

## 隣
E20 E52中央自動車道
(17) 須玉IC - (17-1) 長坂IC - 八ヶ岳PA - (18) 小淵沢IC